# Papa Gregório XI
Papa Gregório XI, nascido Pierre-Roger de Beaufort (Rosiers-d'Égletonst, 9 de maio de 1330 — Roma, 27 de março de 1378), foi eleito para ser o 201º Sumo Pontífice em 30 de dezembro de 1370 e governando a Igreja até a sua morte.
Assumindo durante o período do Papado de Avinhão, quase no fim de seu governo, retornou à Santa Sé para Roma. Foi o último Papa francês. Após sua morte iniciou-se o Grande Cisma do Ocidente.

## Vida pregressa
Filho do conde Guillaume Roger de Beaufort e Marie Chambon; tinha cinco irmãos, cinco irmãs e três meio-irmãos. Tio do Cardeal Guy de Malsec (1375) e sobrinho paterno do Papa Clemente VI e do Cardeal Hugues Roger, OSB (1342). Primo do Cardeal Pierre de la Jugié, OSBClun. (1375). Parente dos Cardeais Jean de Cros (1371); Jean de la Tour, OSBClun. (1371); e do Pseudocardeal Pierre de Cros, OSB (1383). Também está listado como Pierre-Roger de Beaufort-Turenne. Ele foi chamado de Cardeal de Beaufort.
Iniciou os seus estudos na Universidade de Angers. Cânon do capítulo da Catedral de Ruão, com prebenda, em 1342. Cânone dos capítulos da catedral de Rodez. Cânone do Capítulo da Catedral de Paris; mais tarde, seu arquidiácono. Notário apostólico.

## Cardinalato
Criado cardeal-diácono de S. Maria Nuova no consistório de 29 de maio de 1348; ele entrou na cúria papal em Avinhão em 5 de junho de 1348. Decano de Bayeux em 11 de julho de 1348. Arquidiácono do capítulo da catedral de Sens. Arcipreste da basílica patriarcal de Latrão em 1348. Enviado por seu tio, o papa, para estudar direito na Universidade de Perúgia. Arquidiácono do capítulo da catedral de Ruão em 1350. Participou do conclave de 1352, que elegeu o Papa Inocêncio VI, e do conclave de 1362, que elegeu o Papa Urbano V. Nomeado promotor nos assuntos papais da rainha Joana I de Nápoles em novembro de 1365. Executor testamentário do cardeal Elie de Saint-Irier, OSB, em maio de 1367; e do Cardeal Gil Álvarez de Albornoz em agosto de 1367. Acompanhou Urbano V em sua viagem à Itália de maio a junho de 1367.
Arcipreste da basílica patriarcal da Libéria em 1368 e Urbano V destinou fundos substanciais para a restauração da basílica. Também foi encarregado de investigar os recursos do priorado beneditino de S. Plan di Colonnero, Messina, que pretendia erigir uma abadia. Em fevereiro de 1369, foi encarregado, com os cardeais Guillaume d'Aigrefeuille, sênior, e Guillaume de la Sudrie, OP, de examinar o projeto do tratado entre Federico di Trinacria e a rainha Joana I de Nápoles. Quando o imperador Carlos IV concedeu ao cardeal Guy de Boulogne o título de vigário imperial em Lucca por três anos, o monarca concedeu ao papa a faculdade de escolher entre os cardeais d'Aigrefeuille, sênior, e de Beaufort como sucessores do Cardeal Guy, caso ele morresse antes de completar seu mandato. Executor testamentário do cardeal Nicolas de Besse em novembro de 1369. Cardeal protodiácono em 1369.

## Papado
No conclave de 1370, Pierre Roger de Beaufort foi eleito papa por unanimidade em 30 de dezembro de 1370, apesar de sua resistência. Assumiu o nome de Gregório XI. Ordenado ao sacerdócio em 2 de janeiro de 1371 e no dia seguinte consagrado bispo de Roma, na catedral de Notre-Dame des Doms, Avinhão, pelo cardeal Guy de Boulogne, decano do Sagrado Colégio dos Cardeais. Coroado na mesma cerimônia, pelo cardeal protodiácono Rinaldo Orsini.
Enfrentou diversas revoltas dentro dos Estados Papais, como contra os Visconti de Milão que tentavam dominar o Piemonte e a Romagna, e a chamada Guerra dos Oito Santos, liderada por Florença, que só terminou com uma negociação com Urbano VI; todas essas animosidades contribuíram para o fim do Papado de Avinhão.
Executor testamentário do Cardeal Guillaume de la Jugée em abril de 1374. Gregório também tentou empreender uma cruzada devido aos apelos de Catarina de Siena em 1376, para que os cristãos parassem de lutar contra outros cristãos e enfrentassem os infiéis. Catarina fez apelos insistentes ao papa sobre variados assuntos por meio de suas cartas, inclusive a volta do papa para Roma; dizia que seria mais fácil atingir o objetivo de Gregório de paz entre as cidades-estado na Itália expandindo a influência dos estados papais se o papado estivesse de volta a Roma.
Os apelos da futura santa fortaleceram a intenção de Gregório XI. O papa deixou Avinhão em 13 de setembro de 1376, apesar dos protestos do rei francês e da maioria dos cardeais; fez sua entrada solene em Roma em 17 de janeiro de 1377. Esse retorno não encerrou as hostilidades nos Estados Papais. Devido aos acontecimentos de Cesena, onde o cardeal Roberto de Genebra ordenou o massacre da população, agitando tanto o povo romano, o papa foi obrigado a refugiar-se no palácio de Anagni no final de maio. A sua intenção de restaurar a paz na Igreja fez com que regressasse novamente a Roma no dia 7 de novembro de 1377.
Condenou o movimento francês dos Turlupins em 1372, levando à fogueira uma mulher líder do movimento, e em 22 de maio de 1377, emitiu bulas condenando as propostas de John Wycliffe. Criou vinte e um cardeais em dois consistórios.
Gregório XI morreu em Roma e foi sepultado na igreja de S. Maria Nuova e S. Francesca Romana. Sua decisão de mover o papado de volta para Roma levou ao Cisma Ocidental e à ascensão dos Antipapas. Apesar da eleição de Urbano VI, a maior parte da Europa apoiou Clemente VII (agora considerado um antipapa) como o verdadeiro papa.